# Thymallus pallasii
Thymallus pallasii är en fiskart som beskrevs av Valenciennes, 1848. Thymallus pallasii ingår i släktet Thymallus och familjen laxfiskar. Inga underarter finns listade i Catalogue of Life.